# Battesimo di Cristo (Mantegna)
Il Battesimo di Cristo è un dipinto tempera a caseina e oro su tela (176 × 230 cm) di Andrea Mantegna, databile al 1506 circa e conservato nella cappella funebre dell'artista nella basilica di Sant'Andrea a Mantova.

## Storia
L'opera fa parte di quelle opere citate da Francesco Mantegna nella bottega del padre dopo la sua morte nel 1506. L'opera era incompleta e venne probabilmente terminata dal figlio Francesco, artista non all'altezza del padre: suo è forse il colorito sommario sul panneggio del manto dell'uomo a destra. Con la Sacra Famiglia e famiglia del Battista venne destinata, secondo la volontà dell'artista, a decorare la cappella funebre dell'artista in Sant'Andrea, collocazione che mantiene tutt'oggi. La scelta del tema è legata alla dedica al Battista della cappella.

## Descrizione e stile
Il dipinto non è in condizioni ottimali, tanto che in molte aree si è persa la preparazione pittorica ed emerge la tela bruna sottostante. Gesù è raffigurato al centro mentre riceve il battesimo da san Giovanni Battista, in piedi a destra su una rocca. In alto appare la colomba dello Spirito Santo, e Gesù sembra fare un gesto di benedizione verso Giovanni. A sinistra un altro personaggio, probabilmente un angelo, regge la veste di Cristo sottobraccio. A destra un personaggio non identificato regge un secchiello.
Lo sfondo è composto da colline digradanti, con una roccia che torreggia incombente a destra (come nell Trionfo della Virtù del 1499-1502) e con due alberi di agrumi, arance a destra e limoni a sinistra, che ricordano da vicino lo sfondo della Pala Trivulzio (1497).
Tra i brani meglio riusciti dell'opera c'è il panneggio del perizoma di Cristo, il cui chiaroscuro incisivo dona una plasticità scultorea notevole.